# Allergie aux aminosides
Vous pouvez aider à l'améliorer ou bien discuter des problèmes sur sa page de discussion.
- Certaines informations devraient être mieux reliées aux sources mentionnées dans la bibliographie ou les liens externes. Améliorez sa vérifiabilité en les associant par des références. (Marqué depuis septembre 2016)
- Il adopte un point de vue régional ou culturel particulier et nécessite une internationalisation. (Marqué depuis septembre 2016)

Une allergie aux aminosides, antibiotiques du groupe des aminoglycosides (comme la streptomycine et la néomycine), peut être reconnue comme maladie professionnelle en France, sous certaines conditions.
Cet article en décrit les critères administratifs et relève du domaine de la législation sur la protection sociale et a un caractère davantage juridique que médical.

## Législation en France

### Régime général
| Fiche Maladie professionnelle | Fiche Maladie professionnelle | Fiche Maladie professionnelle |
| Ce tableau définit les critères à prendre en compte pour qu'une affection provoquée par la streptomycine soit prise en charge au titre de la maladie professionnelle | Ce tableau définit les critères à prendre en compte pour qu'une affection provoquée par la streptomycine soit prise en charge au titre de la maladie professionnelle | Ce tableau définit les critères à prendre en compte pour qu'une affection provoquée par la streptomycine soit prise en charge au titre de la maladie professionnelle |
| Régime général. Date de création : 31 août 1950 | Régime général. Date de création : 31 août 1950 | Régime général. Date de création : 31 août 1950 |
| Tableau N° 31 RG | Tableau N° 31 RG | Tableau N° 31 RG |
| Maladies professionnelles engendrées par les aminoglycosides, notamment par la streptomycine, par la néomycine et leurs sels.                                        | Maladies professionnelles engendrées par les aminoglycosides, notamment par la streptomycine, par la néomycine et leurs sels.                                        | Maladies professionnelles engendrées par les aminoglycosides, notamment par la streptomycine, par la néomycine et leurs sels.                                        |
| --- | --- | --- |
| Désignation des maladies | Délai de prise en charge | Liste indicative des principaux travaux susceptibles de provoquer ces maladies                                                                                       |
| Lésions eczématiformes récidivant en cas de nouvelles expositions au risque ou confirmées par un test épicutané.                                                     | 15 jours | Travaux comportant la manipulation ou l'emploi d'aminoglycosides, notamment la streptomycine et la néomycine et leurs sels.                                          |
| Date de mise à jour : 11 février 2003 | | |

### Données professionnelles
La streptomycine est un antibiotique antibactérien cytostatique et cytotoxique. Il appartient à la classe des aminosides (ou aminoglycosides). C'est d'ailleurs le premier membre de cette classe à avoir été découvert (en 1943). Il fut isolé à partir d'une souche d'actinobactérie Streptomyces griseus.
La découverte fut l'œuvre de l'étudiant Albert Schatz mais le mérite rejaillit sur son professeur, Selman Waksman, qui obtint le prix Nobel de physiologie ou médecine en 1952.
Cet antibiotique agit notamment sur Mycobacterium tuberculosis, et fut d'ailleurs le premier antibiotique utilisé contre la tuberculose.Comme tout médicament, il peut montrer des effets secondaires indésirables (notamment des troubles rénaux et surtout auditifs). Pour cette raison cet antibiotique est actuellement très peu utilisé. Dans le traitement de la tuberculose il a été supplanté par l'isoniazide et la rifampicine.

### Données médicales
Chez les professionnels exposés, essentiellement les professionnels de santé, la manipulation du produit (surtout les préparations injectables) peut provoquer des lésions cutanées éczématiformes par contact avec la peau.

## Sources spécifiques
- (fr) Tableau N° 31 des maladies professionnelles du régime Général

## Sources générales
- (fr) Tableaux du régime Général sur le site de l’AIMT
- (fr) Tous les tableaux du régime fénéral
- (fr) Tous les tableaux du régime agricole
- (fr) Guide des maladies professionnelles sur le site de l’INRS

## Autres liens
- (fr) Maladies à caractère professionnel

## Internationalisation
- (fr) Liste européenne des maladies professionnelles
- (fr) Liste des maladies professionnelles au Sénégal
- (fr) Liste des maladies professionnelles en Tunisie